# Forzudo

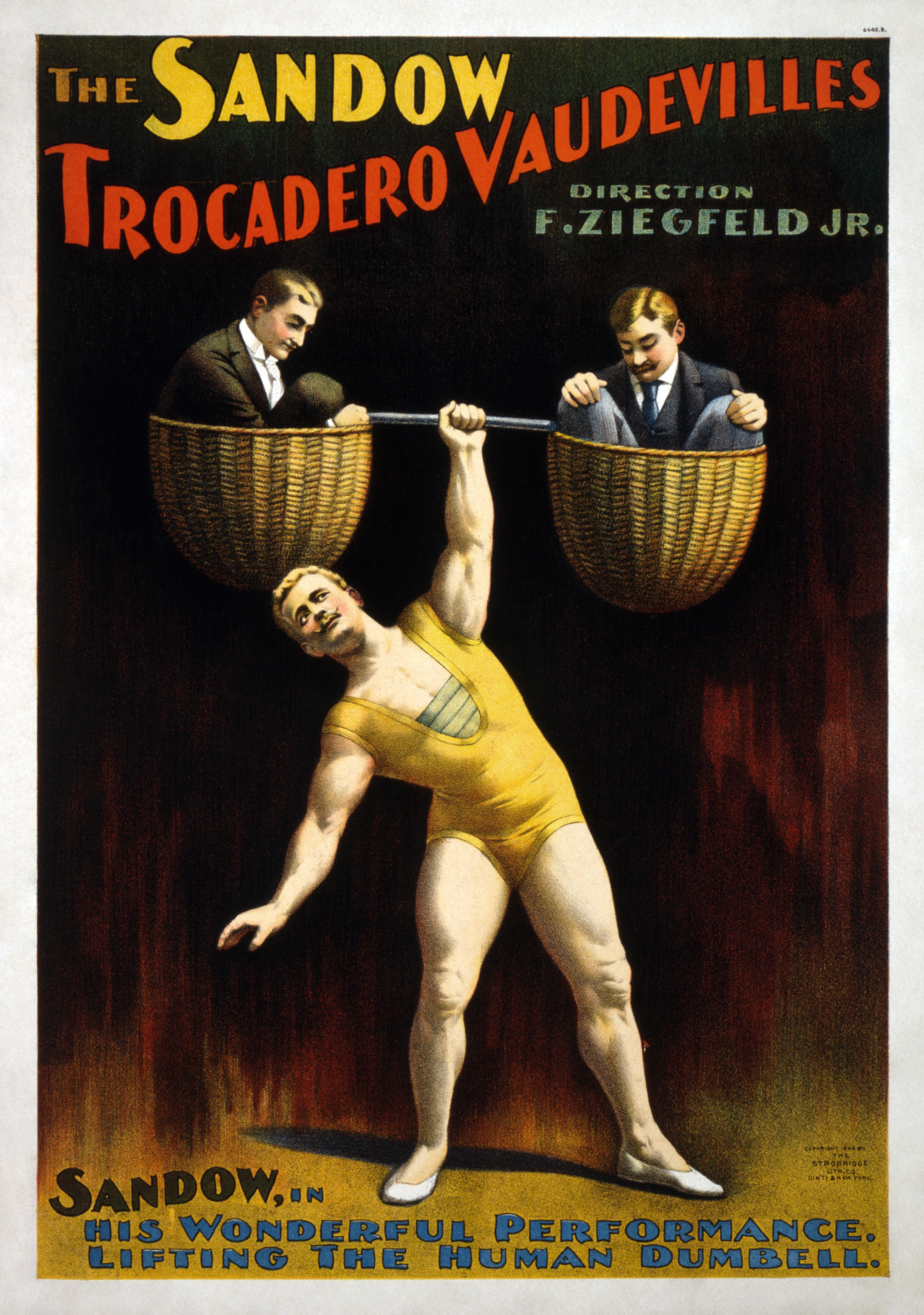
Promocional de The Sandow Trocadero Vaudevilles presentando a Eugen Sandow (1894).

Un forzudo o forzuda es una persona que realiza demostraciones atléticas de fuerza dentro de un circo, vaudeville o un freak show. En inglés a los forzudos de los circos se les llama strongmen (en singular, strongman, literalmente, «hombre fuerte»), término que el mundo anglosajón ha conservado para las disciplinas deportivas relacionadas con el atletismo de fuerza. En español, en cambio, los términos strongman y strongwoman son incorrectos: a los hombres fuertes de los circos se les llama «forzudos» y a los practicantes, ya sean hombres o mujeres, del atletismo de fuerza se les llama «atletas de fuerza».

## Historia de los forzudos en el mundo anglosajón
En Inglaterra el surgimiento de los forzudos se relaciona con los orígenes de la halterofilia. En el siglo XVIII diferentes circos callejeros y freak shows recorrían Inglaterra, presentando diferentes rutinas acrobáticas y demostraciones atléticas, además de actos sorprendentes. Thomas Topham fue un actor callejero, y uno de los primeros forzudos registrados de la historia. Realizaba demostraciones de fuerza en las plazas públicas de Inglaterra; una de las hazañas más recordadas de Topham fue el levantar tres barriles llenos de agua con un peso total de 918 kilogramos, recurriendo únicamente a una plataforma y un collar de piel alrededor de su cuello.
En el siglo XIX, diferentes espectáculos de vaudeville, freak shows y dime museums recorrían Estados Unidos, presentando variedad de espectáculos dedicados al entretenimiento popular. En el siglo XIX aparecen varios personajes forzudos que se presentaban en diferentes localidades presentando demostraciones de fuerza como levantamiento de barriles, grupos de personas, balas de cañón, y diferentes piezas de acero (pesas o vigas). Los strongmen más conocidos fueron Louis Cyr y Eugen Sandow. 

## Cannonball catch
El cannonball catch (acto de atrapar una bala de cañón) es una variante de este tipo de espectáculo presentado por un forzudo que consiste en detener el impacto de una bala de cañón en el propio cuerpo, deteniéndola con la fuerza de los brazos o con la resistencia del golpe de la bala en el abdomen. Esta variante aparece en el siglo XIX con famosos representantes como John Holtum y "Cannon ball" Richards ("The Human Target").

## Forzudos famosos
El periodo de la popularidad del circo tradicional y del vaudeville marcó el inicio de la gran popularidad de los forzudos como elemento cómico y artístico en las producciones teatrales para el entretenimiento popular, principalmente aquellas que florecieron en la segunda mitad del siglo XIX durante la Guerra de Secesión. Algunos famosos fueron:
- Eugen Sandow
- Katarina Brumbach
- John Holtum
- Zishe Breitbart
- Louis Cyr
- Alexander Zass
- Thomas Inch
- Angus MacAskill
- Bill Gillette
- Arthur Saxon
- Pierre Gasnier
- Thomas Topham
- Giovanni Battista Belzoni
- Hilarius Ironic Lurá